# Acrocerilia
Acrocerilia är ett släkte av steklar. Acrocerilia ingår i familjen bracksteklar.
Kladogram enligt Catalogue of Life:
| Acrocerilia | \| \| Acrocerilia pachynervis \| \| \| \| \| \| Acrocerilia tricolor \| \| \| \| |
|             | \| \| Acrocerilia pachynervis \| \| \| \| \| \| Acrocerilia tricolor \| \| \| \| |
|             | Acrocerilia pachynervis                                                          |
|             |                                                                                  |
|             | Acrocerilia tricolor                                                             |
|             |                                                                                  |